# Liphistius tham
Liphistius tham is een spinnensoort uit de familie Liphistiidae. De soort komt voor in Thailand.